# Ясенів (гміна)
Ґміна Ясенів (пол. Gmina Jasionów) — колишня (1934—1939 рр.) сільська ґміна Бродівського повіту Тарнопольського воєводства Польської республіки (1918—1939) рр. Центром ґміни було село Ясенів.

1 серпня 1934 р. було створено ґміну Ясенів у Бродівському повіті. До неї увійшли сільські громади: Волохи, Дубє, Гуціско Бродзкє, Кадлубіска, Майдан Пєняцкі, Поніква, Суходоли, Ясьонув.